# 禁止生物武器公約
禁止生物武器公約（英語：Biological Weapons Convention，簡稱BWC），又稱生物與有毒武器公約（英語：Biological and Toxin Weapons Convention，簡稱BTWC），全称禁止细菌（生物）及毒素武器的发展、生产及储存以及销毁这类武器的公约，是一项裁军条约，通过禁止生物和毒素武器的开发、生产、获取、转让、储存和使用，有效地禁止了生物以及毒素武器。
条约于1975年3月26日生效，是第一个完全禁止大规模杀伤性武器的多边裁军条约，该公约无限期有效。截至2025年5月，已有189个国家成为条约缔约国。另有四个国家签署但未批准该条约，四个国家既没有签署也没有加入条约。
《生物武器公约》被认为建立了一个有力的禁止生物武器的国际条约。这反映在该条约的序言中，指出使用生物武器将“违背人类良知”。至今没有一个国家宣布拥有或试图拥有生物武器，或声称在战争中使用生物武器是合法的。由于生物技术的发展，生物专家格施泰因将《生物武器公约》描述为“二十一世纪最重要的军备控制条约”。然而，由于条约支持不足以及没有任何正式的核查制度来监管遵守情况，公约的有效性受到了限制。

## 历史
生物战的历史可以追溯到公元1346年的卡法围城战甚至更早，但国际社会对生物战的限制始于1925年的《日内瓦议定书》，议定书禁止使用但不禁止拥有或发展生物武器。在批准《日内瓦议定书》后，一些国家对条约适用性和报复性目的提出保留。由于保留意见，它实际上只是一项“不首先使用”协议，而且并没有阻止多个国家启动和发展进攻性生物武器计划，包括美国（活跃于1943年至1969年）和苏联（活跃于20年代至1991年）。

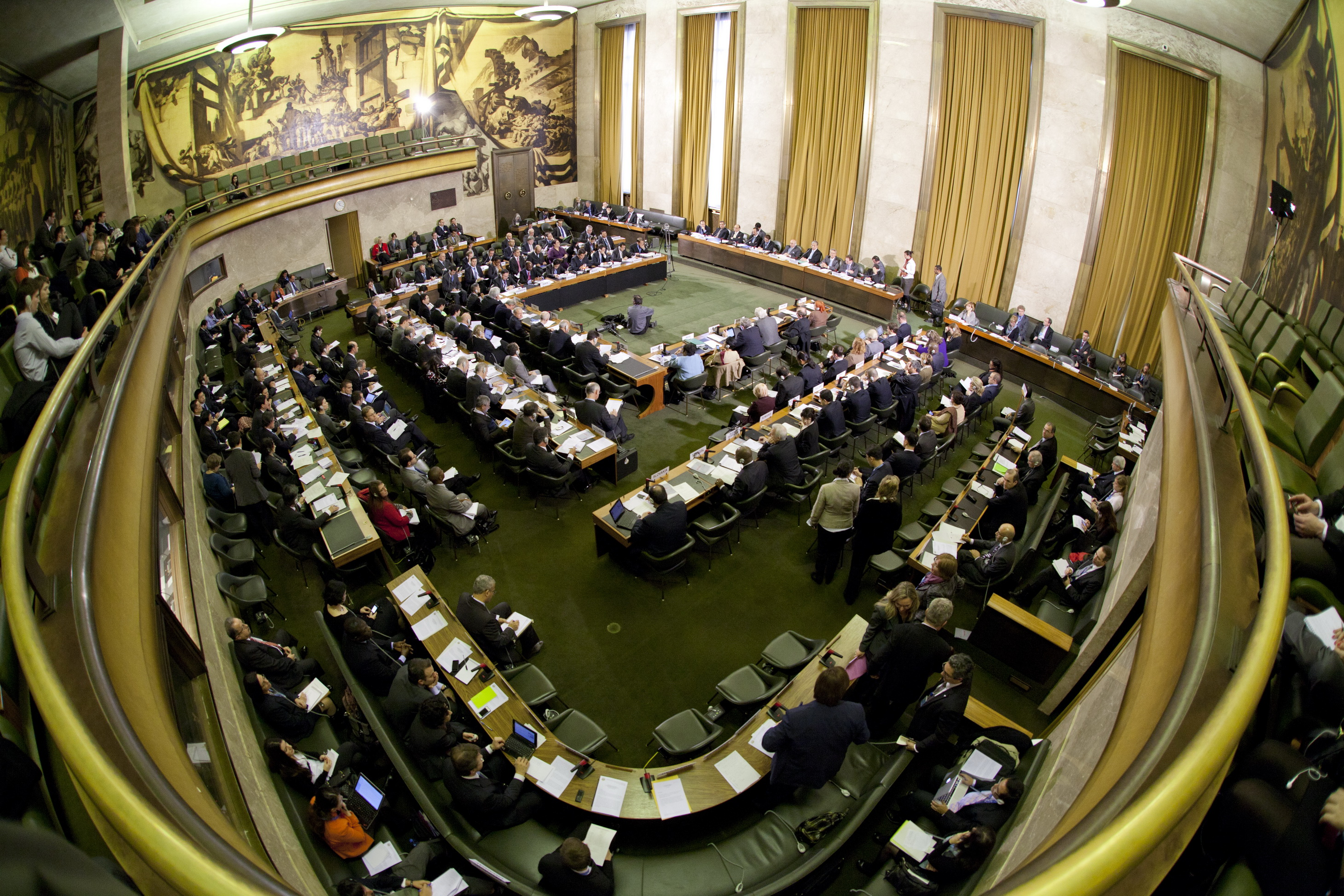
《生物武器公约》谈判所在的日内瓦万国宫理事会会议厅

1969年，美国总统尼克松发表了《关于化学和生物防御政策和计划的声明》，停止了美国生物武器计划。声明无条件地终止了美国所有进攻性生物武器计划。结束这项计划前，美国进攻性生物武器计划的预算是每年3亿美元。
《生物武器公约》试图补充《日内瓦议定书》，并在《不扩散核武器条约》谈判结束后于1969年至1972年在日内瓦举行的裁军委员会会议上进行谈判。1968年英国提出的一项建议具有重要意义，即分开审议化学武器和生物武器，并首先谈判一项关于生物武器的公约。1969年，当美国决定单方面结束进攻性生物武器计划并支持英国的提议时，谈判获得了进一步发展。1971年3月，苏联及其盟友推翻了早先反对将化学武器和生物武器分开讨论立场，提出了自己的公约草案。1971年8月5日，美国和苏联提交了大致相同的《禁止生物武器公约》草案，谈判进入最后阶段。1972年4月10日，在伦敦、莫斯科和华盛顿特区举行的仪式上，《禁止生物武约公约》开放供签署，在包括三个保存国（苏联、英国和美国）在内的22个国家批准后，于1975年3月26日生效。
一些科学家在定期审议大会上呼吁对《生物武器公约》进行改革。例如，菲利帕·伦佐斯和格雷戈里在2016年指出，《生物武器公约》审查会议“关于新进展的关键当代辩论包括功能获得实验、潜在的流行病病原体、CRISPR以及其它基因编辑技术、基因驱动和合成生物学”。

## 条约义务

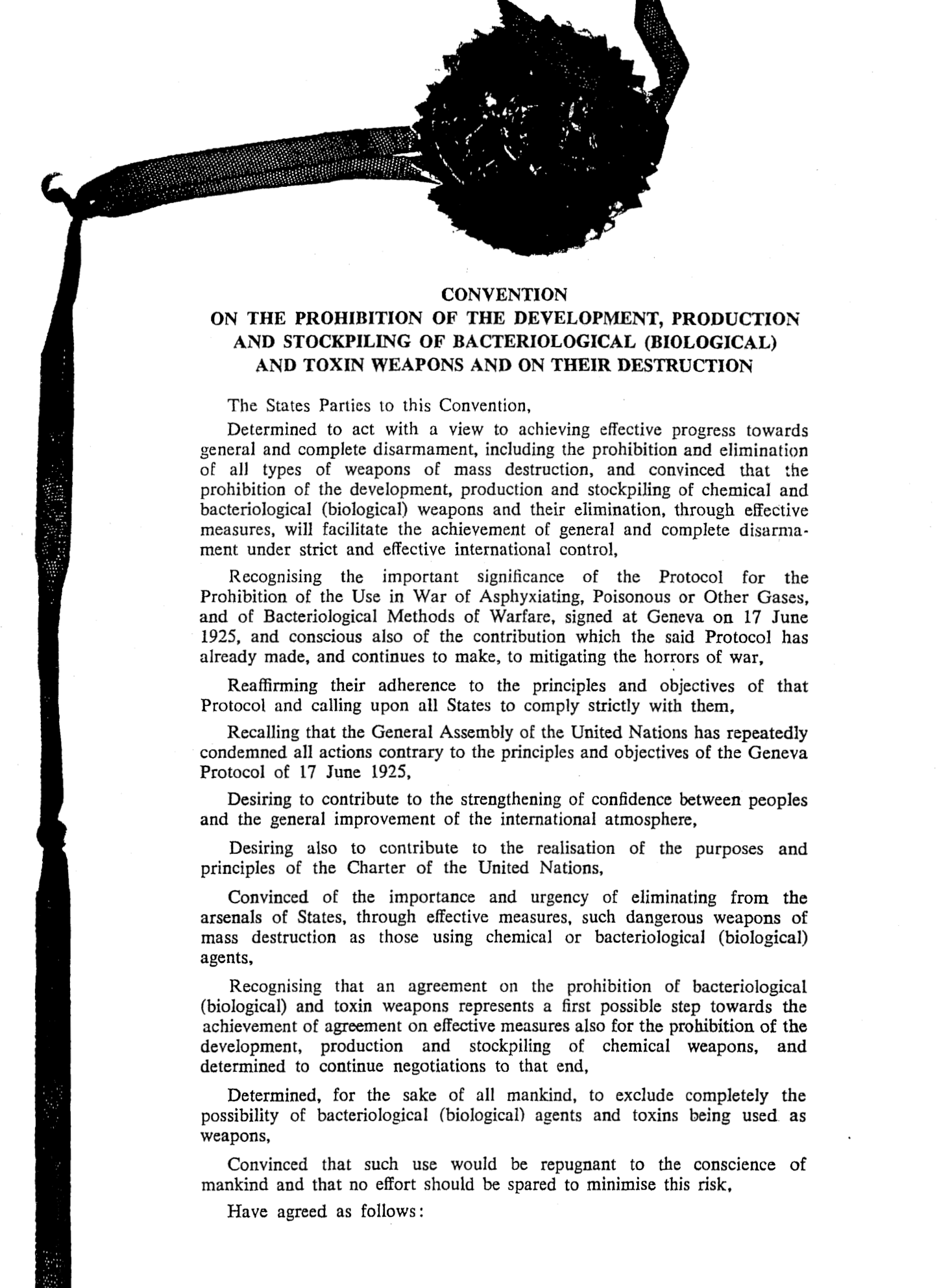
生物武器公约

《生物武器公约》只有15条。随着时间的推移，该条约得到了缔约国在随后的八次审议大会上达成的其它具有约束性的协定以及对协定的解释和补充。

### 关键内容摘要
- 第一条：在任何情况下都不得发展、生产、储存、获取或保留生物武器。[25]
- 第二条：在加入条约前销毁生物武器或将其转用于和平目的。[25]
- 第三条：不得转让或以任何方式协助、鼓励或诱使别国获取生物武器。[25]
- 第四条：采取任何必要的措施，执行《生物武器公约》规定。[25]
- 第五条：承诺进行双边和多边协商并进行合作，以解决与《生物武器公约》的目标或实施过程中可能出现的任何问题。[25]
- 第六条：有权要求联合国安理会调查涉嫌违反《生物武器公约》的行为，并承诺在安理会发起的任何调查中予以合作。[25]
- 第七条：协助因违反《生物武器公约》而面临危险的国家。[25]
- 第十条：承诺促进并有权参与为和平目的尽可能充分地交换有关生物武器的设备、材料和信息。[25]

其余条款涉及《禁止生物武器公约》与1925年《日内瓦议定书》的兼容性（第八条）、禁止化学武器的谈判（第九条）、修正案（第XI条）、审议大会（第十二条）、期限（第十三条第一款）、退出（第十三条款第二款）、加入公约、保存国政府、生效条件（第十四条第一款至第五款）和语言（第十五条）。

### 第一条：禁止生物武器
第一条是公约的核心，要求每个国家“在任何情况下都不得开发、生产、储存或以其它方式获取或保留：
1. 微生物，生物制剂或毒素，无论其来源或生产方法如何，其类型和数量不足以用于预防、保护或其它和平目的；
2. 旨在将此类制剂或毒素用于敌对目的或武装冲突的武器、设备或运载工具。"[25]

第一条并不禁止任何特定的生物制剂或毒素，而是禁止它们用于某些目的。这项禁令被称为通用标准，也被用于1993年《禁止化学武器公约》第二条第1款。通用标准涵盖了生物制剂的所有敌对用途，包括未来开发的用途，并承认生物制剂和毒素本质上是双重用途。虽然这些制剂可能被用于非法用途，但它们也有少数几个合法用途，包括开发药物和疫苗来对抗疾病。在这种背景下，第一条只认为那些不能以预防、保护或其它和平目的为理由的生物制剂或毒素及其运载工具的类型和数量是非法的；不论是否影响人类、动物或植物。它的一个缺点是模糊了防御性和进攻性生物武器研究之间的界限。
虽然条约早期谈判中，尚不清楚病毒是否会受到监管，因为病毒处于“生命的边缘”（不完全具备生命体的全部特征），但1969年，病毒被定义为生物武器，因此属于《禁止生物武器条约》的范畴。
第一条并没有明确禁止“使用”生物武器，因为1925年的《日内瓦议定书》已经认定，但1996年第四次审议大会最后文件重申，使用生物武器仍然被视为违反《禁止生物武器公约》。

### 第三条：禁止转让和协助
第三条要求禁止转让、鼓励、协助或引诱任何人，无论是政府还是非国家行为体，开发或获取第一条规定的任何制剂、毒素、武器、设备或运载工具。其目标是通过限制可用于敌对目的的材料和技术供应，防止生物武器扩散。

### 第四条：国家执行
第四条规定缔约国有义务在国内执行公约。这对于允许国家调查、起诉和惩罚《生物武器公约》的禁止活动至关重要，包括防止为有害目的获取生物武器；探测和应对生物武器的潜在使用等。具体措施可采取各种形式，如制定法侓法规。哪个措施对一个国家来说是足够的，取决于几个因素，包括法律制度、国家规模、地理位置、生物技术的发展以及区域经济合作。由于法律不能适合所有国家，具体义务的履行由缔约国根据其评估自行决定。
非政府组织核查研究、培训和信息中心(VERTIC)保存有一个数据库，其中包括缔约国在国内执行《生物武器公约》而颁布的1500多项法律。该组织和联合国裁军研究所开发的关于国家执行措施的类似数据库于2023年启动。这些数据库涉及刑法、执法措施、进出口管制、生物安全和生物安保措施，以及国内和国际合作与援助。例如，1989年《生物武器反恐怖主义法》是美国执行的条约法律。2023年VERTIC的一份报告得出结论，“缔约国在执行条约的国家级法律框架仍然存在差距”。《生物武器公约》执行支助股于2018年发布了一份关于“加强国家执行”的背景信息文件，并于2019年发布了最新进展。

### 第五条：协商与合作
第五条要求缔约国在条约宗旨或执行争议期间相互协商与合作。1986年第二次审查会议商定了程序，以确保在缔约国提出请求时，在协商会议上迅速处理被认为违反《生物武器公约》的行为。1991年第三次审查会议进一步阐述了这些程序。举行了两次正式协商会议，第一次是应古巴要求于1997年举行，第二次是应俄罗斯要求于2022年举行。

### 第六条：关于指称违反《生物武器公约》的投诉
第六条允许缔约国在怀疑另一国违反条约义务时向联合国安全理事会提出申诉。此外，该条要求各国配合联合国安全理事会展开的任何调查。由于安理会的政治性质，许多国家普遍不愿意援引第六条，因为联合国安理会常任理事国——中国、法国、俄罗斯、英国和美国拥有一票否决权，包括对涉嫌违反条约的调查。俄罗斯于2022年根据第六条提出一项正式申诉。

### 第七条：违反《生物武器公约》后
第七条规定，如果联合国安全理事会认定缔约国因违反条约而面临危险，其它缔约国有义务向提出请求的国家提供援助。除了在发生生物武器袭击时帮助受害者外，本条目的是通过国际援助减少此类袭击造成伤害的可能性，从一开始就阻止此类袭击的发生。虽然从未有国家援引过第七条，但该条近年来引起了更多的关注，部分原因是越来越多的证据表明，恐怖组织有意获取生物武器，并关注各种自然发生的流行病。2018年，《禁止生物武器公约》执行支助股发布了一份背景文件，描述了在过去的审查会议上就第七条达成的一些补充谅解和协议。

### 第十条：和平合作
第十条保护缔约国交换用于和平目的的生物材料、技术和信息的权利。该条规定条约的实施应避免妨碍缔约国的经济或技术发展或生物项目的和平国际合作。2011年第七次审查会议建立了一个有关于第十条的数据库，用于匹配缔约国和国际组织之间自愿提出的援助与合作请求和提议。

## 成员资格和加入《生物武器公约》

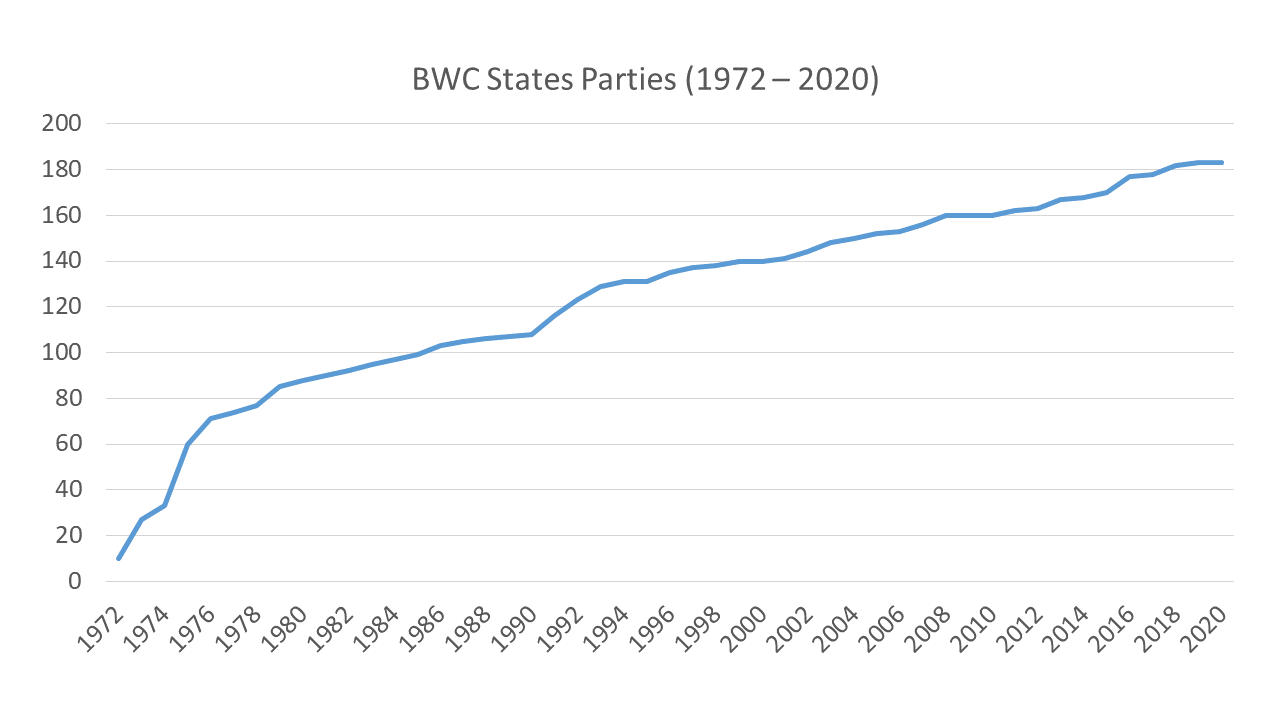
1972年至2020年《生物武器公约》缔约国

截至2025年5月，《禁止生物武器公约》共有189个缔约国，基里巴斯是最近加入的缔约国。埃及、海地、索马里和叙利亚四个国家签署但尚未批准条约。另有五个国家既没有签署也没有加入该条约:乍得、吉布提、厄立特里亚和以色列。在这8个非缔约国中，四个国家已经开始加入程序；但与其它大规模杀伤性武器制度相比，《禁止生物武器公约》的普遍性仍略低，例如《禁止化学武器公约》有193个缔约国，《不扩散核武器条约》有191个缔约国。
各国可以根据其国家宪法程序，通过批准、加入或继承的方式加入条约，通常需要国家议会批准。批准适用于1975年条约生效前签署条约的国家。生效后再签署条约不再可能，但各国可以选择加入。新政权也可以选择继承条约。公约批准书、加入书或继承书保存于至少一个保存国政府（俄罗斯、英国和美国）之日起生效。
一些国家在批准条约时会提出保留意见，宣称并非完全满意条约允许为“预防、保护或和平目的”储存生物武器和毒素，也不代表承认它们不承认的国家。
中華民國退出聯合國後，於1972年4月10日簽署《禁止生物武器公約》，翌年2月9日完成批准並交存至美國華盛頓，確認支持遵守該約。

## 验证与合法性

### 建立信任措施

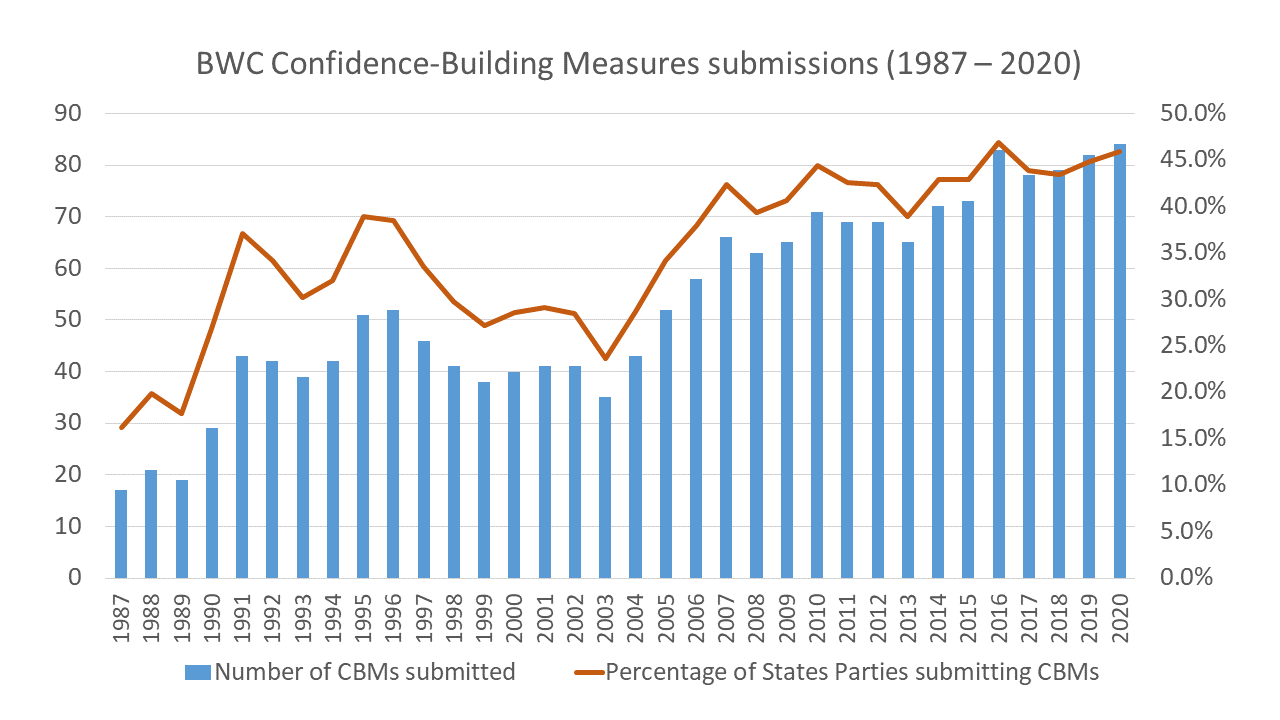
1987年至2020年提交的《生物武器公约》建立信任措施的数量和百分比

在1986年第二次审查会议上，缔约国同意通过交换年度建立信任措施（CBMs）来加强该条约。这些具有政治约束力的报告旨在防止或减少模棱两可、怀疑和猜疑的发生，并改善和平生物活动方面的国际合作。建立信任措施是缔约国定期交流遵约相关信息的主要正式机制。
虽然CBM提交的数量随着时间的推移而增加，但总体参与率仍略高于50%。2018年，推出了在线CBM平台，以促进CBM报告的电子提交。越来越多的国家正在平台上公开其CBM报告，但许多报告仍然只能由其它国家访问。条约执行支助股在2022年提交第九次审查会议的报告。

### 验证协议协商失败
与化学武器或核武器军备控制条约不同，《禁止生物武器公约》既缺乏一个核查制度，也缺乏一个单独的国际组织来支持公约的有效执行。在条约谈判时，达成类似协议是不可行的，主要由于冷战的政治背景；也有人认为没有必要，而且条约难以核实。美国生物武器专家乔纳森·B·塔克评论说，“缺乏执行机制削弱了《生物武器公约》的有效性，因为它无法防止系统性的违约行为”。
早先提交的草案包括处理遵守条约问题的有限条款，但在谈判过程中被删除。在1971年向大会提交案文时，一些国家曾试图重新引入这些规定，但没有成功，瑞典在1980年第一次审查会议上率先作出的尝试也是如此。
冷战结束后，1991年开始了增加核查机制的漫长谈判进程，第三次审查会议设立了核查问题专家组VEREX，其任务是从科学和技术角度确定和审查潜在的核查措施。在1992年和1993年的4次会议上，VEREX审议了21项核查措施，包括视察设施、监测有关出版物以及其他现场和非现场措施。另一个因素来自于1993年开放供签署的《禁止化学武器公约》的成功。
随后，1994年条约缔约国特别会议审议了VEREX的报告，并决定设立一个特设小组，就一项具有法律约束力的核查议定书进行谈判。特设小组在1995年至2001年期间举行了24次会议，会上谈判了一项议定书草案，该议定书将建立一个国际组织并引入一个核查制度。该组织将雇用视察员定期视察现场申报的生物设施，还可以调查具体的可疑设施和活动。然而，各国发现很难在几个基本问题上达成一致，包括出口管制和实地考察的范围。到2001年初，议定书草案的“滚动案文”仍然包含许多意见分歧很大的领域。
2001年3月，特设小组主席分发了一份210页的议定书草案，试图解决有争议的问题。然而，在2001年7月的特设小组第24届会议，美国乔治·沃克·布什政府不仅拒绝了小组主席发布的议定书草案，也拒绝了草案所依据的整个方针，导致谈判进程失败。为了证明其决定的正当性，美国声称该议定书不会改善遵守条约的情况，而且会损害美国国家安全和商业利益。包括马修·梅瑟生和艾米·史密森在内的许多分析人士批评美国的决定破坏了国际社会反对核不扩散的努力，并且与美国政府关于伊拉克和其它美国对手造成的所谓生物武器威胁的言论相矛盾。
随后的几年里，人们一再呼吁重启核查议定书谈判。例如，在2019年专家会议期间，“一些缔约国强调，迫切需要恢复多边谈判，以缔结一项关于核查措施的非歧视性、具有法律约束力的文书”。然而，由于“一些缔约国不支持议定书进行谈判”，似乎“重返谈判既不现实也不切实际”。而今拜登政府似乎在重新考虑美国在核查问题上的立场，正如美国大使邦妮·詹金斯呼吁2021年《生物武器公约》缔约国会议“建立一个新的专家工作组，审查可能采取的措施，以加强公约的执行，提高透明度并增强守约保证”。
2022年12月，缔约国决定设立一个加强工作组，旨在处理核查和守约措施等问题。

### 违约
一些缔约国被指控发展生物武器，违反了公约义务。由于生物武器计划的高度保密性，评估生物活动的实际范围以及它们是否为合法的防御计划还是违反公约是一项困难的挑战，除了有充足证据证明发展进攻性生物武器的情况。

#### 苏联和俄罗斯
虽然苏联是条约的缔约国和保存国，但它一直在实施世界上规模最大、时间最长、最先进的生物武器计划，最早可以追溯到20世纪20年代。在条约最终签署之前，苏联在卫生部“民间”机构Biopreparat的监督下，扩大了其秘密生物武器计划。苏联拥有几百个生物武器设施并雇佣了大约65,000人，并成功将几种病原体武器化，例如天花、兔热病、黑死病、流感、炭疽、腺病毒和马尔堡热的病原体。
1979年，苏联城市斯维尔德洛夫斯克（现更名为叶卡捷琳堡）爆发炭疽，大约65至100人死亡。苏联政府将疫情归咎于食用受污染的肉类，多年来一直否认这起事件与生物武器研究有任何联系。但调查得出的结论是：附近一个军事设施的安全事故，导致炭疽病原体的气溶胶外泄。俄罗斯总统鲍里斯·叶利钦承认这一说法。
西方国家对苏联遵守条约的担忧在20世纪80年代末有所增加，并得到了包括弗拉基米尔·帕切奇尼克和肯·阿利贝克在内的几名苏联叛逃者提供的信息支持。因此，美国总统乔治·赫伯特·沃克·布什和英国首相玛格丽特·撒切尔向苏联总统戈尔巴乔夫提出质疑。苏联解体后，英国、美国和俄罗斯于1992年9月14日缔结了《三方协定》，重申了对全面遵守《禁止生物武器公约》的承诺，并宣布俄罗斯已取消苏联遗留的进攻性生物武器计划。该协议的目的是揭露苏联生物武器计划的细节，并核实所有相关活动是否已真正终止。
英国生物战专家、《三方协定》参与者戴维·凯利得出结论，一方面，该协议“是一项重大成就”，因为它“提供了苏联1975年至1991年不遵守条约的证据”；另一方面，三方协议“戏剧性地失败了”，因为俄罗斯没有“承认并充分解释苏联的生物武器计划或是否继承并继续从事生物武器活动”。
2012年出版的《苏联生物武器计划：历史》一书的作者断言，俄罗斯今天仍可能继续苏联的部分生物武器计划。截至2021年，美国国务院评估称，"俄罗斯维持了一项进攻性生物武器计划，违反了《禁止生物武器公约》第一条和第二条的义务。多年来，俄罗斯遵守条约的问题一直令人担忧”。

#### 伊拉克
1985年，在萨达姆·侯赛因的领导下，伊拉克将炭疽、肉毒杆菌毒素、黄曲霉毒素和其它生物制剂武器化，并制造了运载工具，包括炸弹、导弹弹头、气溶胶发射器和喷雾系统。因此，伊拉克违反了1972年签署的《禁止生物武器公约》，即使它在1991年才批准公约，作为结束1991年海湾战争的停火协议的一个条件。伊拉克生物武器以及化学武器计划是海湾战争后负责战后伊拉克裁军的联合国特别委员会（UNSCOM）调查发现的。伊拉克故意阻挠、拖延和欺骗特委会的调查，直到1995年才承认实施了一项进攻性生物武器计划。虽然伊拉克坚称于1991年结束了生物武器计划，但许多分析人士认为，该国违反了《禁止生物武器公约》的义务，并且该生物武器计划至少持续到1996年。

#### 其它违规指控
1997年4月，古巴援引第五条规定，要求召开一次正式协商会议，审议关于美国于1996年10月通过作物喷洒机将食作物昆虫Thrips palmi引进古巴的指控。在审查了证据后，12个缔约国提交了报告，其中9个缔约国得出结论认为证据不足，不支持古巴的指控，2个缔约国（中国和越南）认为指控没有结论。
在2001年的第五次审查会议上，美国指控伊朗、伊拉克、利比亚和朝鲜四个缔约国和一个签署国叙利亚实施秘密生物武器计划。此外，美国国务院2019年的一份报告引发了人们对中国、俄罗斯、朝鲜和伊朗遵守条约的担忧。报告的结论是，朝鲜“拥有进攻性生物武器计划，违反了公约第一条和第二条规定的义务”，伊朗“没有放弃为进攻目的而开发生物制剂和毒素”。
近年来，俄罗斯一直指控美国支持和运行位于高加索和中亚地区的生物武器设施，特别是格鲁吉亚共和国的理查德·卢格公共卫生研究中心。美国国务院称这些指控“毫无根据”，并重申“美国的所有活动都符合《禁止生物武器公约》规定的义务”。生物武器专家菲利帕·伦佐斯同意俄罗斯的指控“毫无根据”，并评论称这些指控是“虚假信息的一部分”。同样，瑞典生物防御专家罗杰·罗菲和安娜·卡琳·图内马尔称这些指控是“俄罗斯的宣传工具”。
俄罗斯入侵乌克兰期间，俄罗斯根据条约第五条召开了一次正式协商会议，以解决美国在乌克兰的生物实验室未决问题，会议最后没有达成共识。

## 执行支助股

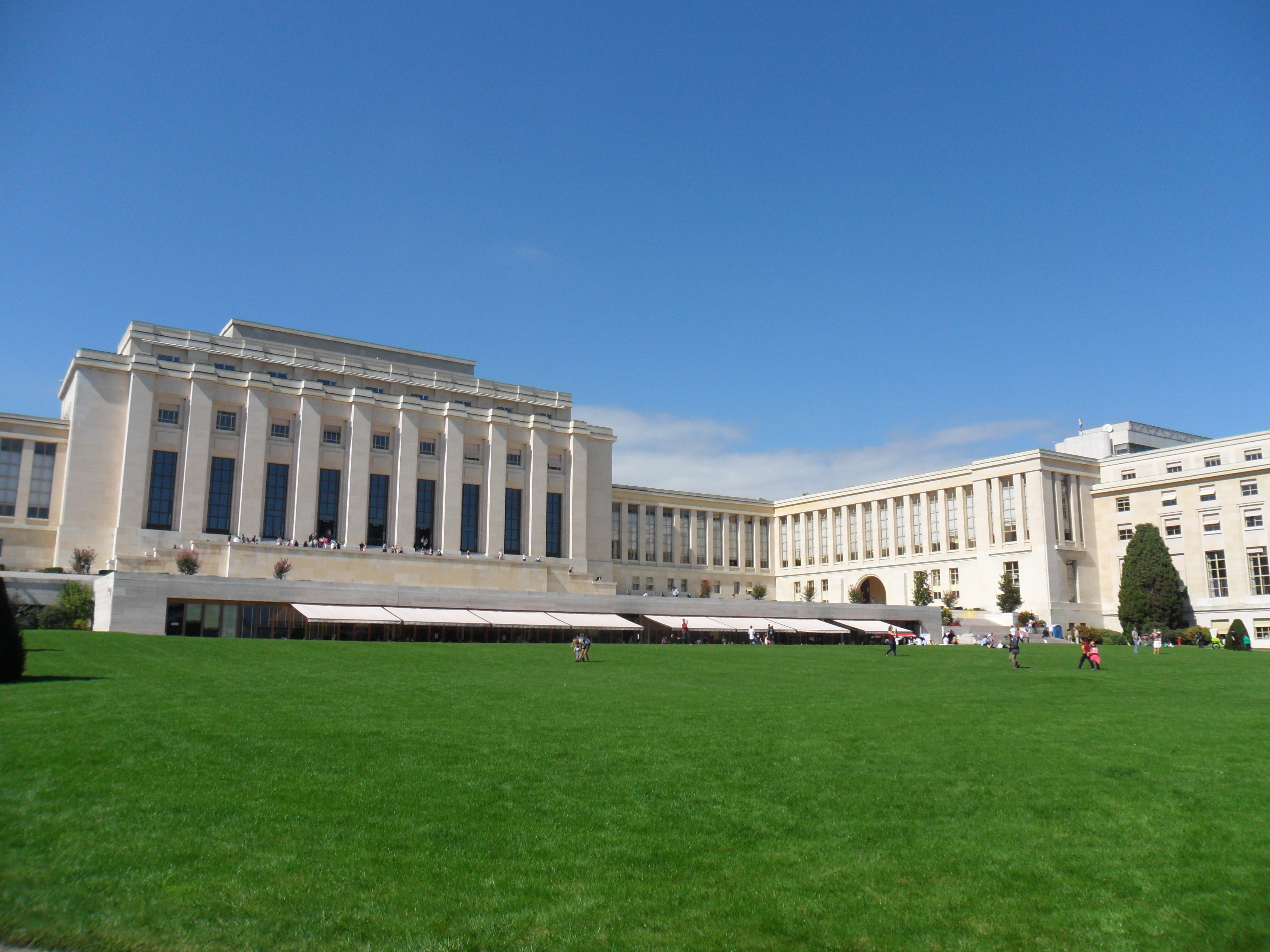
公约执行支助股所在地，位于日内瓦万国宫

经过十年谈判，从制度上加强《禁止生物武器公约》的努力于2001年失败，导致不能建立一个具有法律约束力的议定书以及禁止生物武器组织。在这种背景下，2006年第六次审议大会设立了一个执行支助股，由条约缔约国资助，设在聯合國裁軍事務廳日内瓦办事处。该单位的任务是提供行政支持，协助国家执行条约，鼓励条约的普遍通过，配对援助请求和提议，并监督建立信任措施的进程。
执行支助股最初只有三名工作人员，预算低于麦当劳餐厅的平均水平，与处理化学武器或核武器而设立的机构差距悬殊。例如，禁止化学武器组织大约有500名雇员，国际原子能机构大约有2600名雇员，禁止核武试验组织筹备委员会约有280名雇员。2022年12月，根据第九次审查会议的结果，缔约国决定在执行支助股内设立一个新的全职工作人员职位，任期为2023年至2027年。

## 审查会议
缔约国在每五年举行一次的定期审查会议上正式审查了条约的运作情况; 第一次审查会议于1980年举行。会议目标是确保有效实现条约的目标，根据第十二条，“考虑到与公约有关的任何新的科学和技术发展”。大多数审查会议通过了解释或阐述《禁止生物武器公约》条款的含义、范围和执行情况的其它谅解或协议。这些补充于审议大会的最后文件和公约执行支助股为2016年第八次审议大会编写的概览文件。由于2019冠状病毒病疫情大流行，原定于2021年举行的第九次审查会议被推迟到2022年。

## 闭会期间方案
在2001年和2002年第五次审查会议上商定，从2003年开始在审查会议之间举行条约年度会议，称为闭会期间方案。闭会期间方案包括缔约国年度会议：旨在讨论和促进就审议大会确定的议题达成共识和采取有效行动以及作为缔约国会议筹备工作的专家会议。年度会议没有通过决定的授权，这是保留给审议闭会期间方案结果的审查会议的特权。

## 挑战

### 科技挑战
科技可能影响生物武器带来的威胁。合成生物学和使用技术的不断进步正在减少获取和增强危险病原体并将其用于敌对目的的技术障碍。例如，斯德哥尔摩国际和平研究所2019年的一份报告发现，“三种特定新兴技术——3D打印(AM)、人工智能(AI)和机器人学技术的进步，可以按照各自的方式促进生物武器及其运载系统的开发或生产”。同样，生物武器专家菲利普·伦佐斯认为，基因组技术与“机器学习、自动化、情感计算和机器人技术”的融合将创造出针对特定群体甚至个人的新型生物武器的可能性。另一方面，科技发展可以通过加强预防和应对措施来改善生物武器的准备工作。

### 核查挑战
生物武器难以核查主要有几点原因。首先，与化学武器和核武器相比，使用计量相对较少。即使是少量生物制剂也可以用于快速生产大量的用于军事目的的生物武器。其次，不能完全禁止生物技术设备以及危险的病原体和毒素，因为它们也有合法的和平或防御目的，包括疫苗和医疗。第三，生物制剂可以被迅速消除，所以在短时间内的核查生物武器的效果较差。出于这些原因，菲利普·伦佐斯指出，“不太可能与核武条约同等的准确性和可靠性来核查条约”。

### 经济挑战
条约闭会期间的方案会议最近因财政问题受到阻碍。在2018年缔约国会议上商定了一系列补救性财政措施，包括设立周转基金。该基金由自愿捐款提供资金，并提供短期资金，以确保批准的计划和活动的连续性。在第九次审查会议上，缔约国欢迎在2018年缔约国会议的措施之后财政状况有所改善，确认这些措施的有效性，并决定在第十次审查会议进行审查。《禁止生物武器公约》和其它裁军公约的财务实时信息会在联合国裁军事务厅的财务仪上公开显示。

### 生物武器与生物战
- 澳大利亚集团（英语：Australia Group）：控制出口以防止生物和化学武器扩散的国家的数目
- 生物武器
- 生物战
- 生物恐怖主义
- 日内瓦议定书
- 國際大流行病預防、防範和應對公約
- 联合国安理会第1540号决议（英语：United Nations Security Council Resolution 1540）：遏制大规模杀伤性武器扩散，特别是向非国家行为者扩散的决议

### 其它类型大规模杀伤性武器的条约
- 禁止化学武器公约（CWC 缔约国名单（英语：List of parties to the Chemical Weapons Convention）)
- 核不扩散条约（NPT 缔约国名单（英语：List of parties to the Treaty on the Non-Proliferation of Nuclear Weapons）)
- 禁止核武器条约（TPNW 缔约国名单（英语：List of parties to the Treaty on the Prohibition of Nuclear Weapons）)
- 禁止核试验条约（CTBT 缔约国名单（英语：List of parties to the Comprehensive Nuclear-Test-Ban Treaty）)